# Watch Out for This (Bumaye)
«Watch Out for This (Bumaye)» es una canción realizada por Major Lazer, el proyecto musical comandado por el DJ y productor Diplo. Fue lanzado como sencillo desprendido de su segundo álbum Free the Universe, por el sello de Diplo, Mad Decent y por el sello francés Because Music. Cuenta con la colaboración del cantante jamaicano Busy Signal y se acredita a los productores The Flexican y FS Green y a Rubén Blades en la composición.
La canción es una versión vocal de "Bumaye", del productor mexicano-neerlandés The Flexican y FS Green, que a su vez, es una remezcla de la canción del mismo nombre realizada originalmente en 2005 por The Flexican con la colaboración del rapero holandés Typhoon, la cual está incluida en el mixtape de The Flexican, Yours Truly: The Mixtape Part II, lanzado en 2011. Ésta contiene el sample de la canción "Balsero Del Titicaca" del Autor peruano: Rosendo Huirse (Puno-Perú); también llamada "Kacharpari", Versión original: Huayno y "Carnaval de Arequipa", compuesto por el autor peruano Benigno Ballón Farfán, y el simple "María Lionza" de Willie Colón & Rubén Blades incluida en el álbum Siembra editado en 1978.
El investigador peruano Pepe Ladd editó en mayo de 2015 un video en la web, demostrando la gran similitud entre los temas Watch out for this, Bumaye y María Lionza con la composición original del músico peruano Jorge Huirse. El video fue publicado con el nombre "Watch out for this - The Original from Jorge Huirse".
Un tema más próximo en su parte principal titulado “El Carretero”, en ritmo de taquirari, fue concebido en Santa Cruz de la Sierra (Bolivia) a mediados de los años 40, del siglo pasado, por el compositor boliviano Nicolás Menacho Tarabillo y fue interpretado pocos años después por la orquesta española Casino de Sevilla, quienes la hicieron conocer internacionalmente.  En la versión de Major Lazer se repite la melodía principal como en “El Carretero” de Menacho. La canción ha sido grabada por diversos intérpretes; un vídeo nuevo del tema fue publicado por el conjunto AnnaLu & Shavez el año 2016.
Un EP de remixes fue lanzado en agosto de 2013, que incluyen las versiones de Daddy Yankee y Dimitri Vegas & Like Mike entre otros.
La canción se utilizó para una publicidad de Pepsi, para la campaña "Live For Now" protagonizada por el futbolista argentino Lionel Messi.

## Video musical
El video musical fue filmado en Kingston, Jamaica por Jay Will (Game Over). Está ambientado en el año 1993 y muestra a varios bailarines representado estilos de baile típicamente caribeños, como así también el twerking. En él, hace un cameo el mismo Diplo y Busy Signal interpretando la canción.

## Lista de canciones
| Remixes - EP |                                                                              |          |  |
| N.º          | Título                                                                       | Duración |  |
| 1.           | «Watch Out for This (Bumaye)» (Daddy Yankee Remix)                           | 4:26     |  |
| 2.           | «Shell It Down» (con T.O.K.)                                                 | 4:31     |  |
| 3.           | «Watch Out for This (Bumaye)» (Dimitri Vegas & Like Mike Tomorrowland Remix) | 5:01     |  |

| Watch Out for This (Bumaye) (Remixes) - EP |                                                                |          |  |
| N.º                                        | Título                                                         | Duración |  |
| 1.                                         | «Watch Out for This (Bumaye)» (Chocolate Puma Remix)           | 4:19     |  |
| 2.                                         | «Watch Out for This (Bumaye)» (Supa Dups & Black Chiney Remix) | 3:45     |  |
| 3.                                         | «Watch Out for This (Bumaye)» (Hunter Siegel Remix)            | 4:28     |  |
| 4.                                         | «Watch Out for This (Bumaye)» (YONNY CA$H Remix)               | 3:23     |  |
| 5.                                         | «Watch Out for This (Bumaye)» (Ape Drums & 2Deep Remix)        | 4:49     |  |
| 6.                                         | «Shell It Down» (con T.O.K.)                                   | 4:31     |  |
| 7.                                         | «Desorden» (con Los Rakas)                                     | 4:48     |  |
| 8.                                         | «This One is for You» (con Shurwayne Winchester)               | 4:23     |  |

| Watch Out for This (Bumaye) (Ape Drums & 2Deep VIP Remix) |                                                             |          |  |
| N.º                                                       | Título                                                      | Duración |  |
| 1.                                                        | «Watch Out for This (Bumaye)» (Ape Drums & 2Deep VIP Remix) | 4:49     |  |

| Watch Out for This (Bumaye) (Flinch Remix) |                                              |          |  |
| N.º                                        | Título                                       | Duración |  |
| 1.                                         | «Watch Out for This (Bumaye)» (Flinch Remix) | 4:06     |  |

## Posicionamiento en listas y certificaciones

### Listas semanales
| Lista (2013)                              | Mejor posición |
| ----------------------------------------- | -------------- |
| Alemania (Media Control AG)               | 27             |
| Austria (Ö3 Austria Top 40)               | 40             |
| Bélgica (Flandes) (Ultratop 50)           | 5              |
| Bélgica (Valonia) (Ultratop 50)           | 8              |
| Dinamarca (Tracklisten)                   | 14             |
| Eslovaquia (Radio Top 100 Chart)          | 39             |
| España (Top 100 Canciones)                | 46             |
| Estados Unidos (Dance/Electronic Songs)   | 28             |
| Francia (SNEP)                            | 4              |
| Hungría (Dance Top 40)                    | 29             |
| Hungría (Rádiós Top 40)                   | 25             |
| Israel (Media Forest)                     | 4              |
| Países Bajos (Dutch Top 40)               | 6              |
| Reino Unido (The Official Charts Company) | 161            |
| Suecia (Sverigetopplistan)                | 38             |
| Suiza (Schweizer Hitparade)               | 23             |

### Certificaciones
| País      | Organismo certificador | Certificación    | Ventas  | Ref.   |
| --------- | ---------------------- | ---------------- | ------- | ------ |
| Bélgica   | BEA                    | Disco de Oro     | 15 000  | [ 24 ] |
| Dinamarca | IFPI (Dinamarca)       | Disco de Platino | 30 000  | [ 25 ] |
| Francia   | SNEP                   | Disco de Oro     | 100 000 | [ 26 ] |